# Skeppsbyggnadsregistret
Skeppsbyggnadsregistret förs inom fartygsregistret av Sjöfartsverket och innehåller uppgifter om skepp under byggnation. Endast de skepp under byggnad som är lös egendom, till mer än hälften ägd av svensk fysisk eller juridisk person, kan registereras i det svenska registret. Vid registrering får skeppet under byggnad en registerbeteckning, som synligt skall märkas in i skrovet. Därtill skall fartygets namn och hemort finnas synligt i aktern. Efter en skeppsmätning utfärdas ett mätbrev och ett nationalitetscertifikat. Nationalitet visas med nationsflagga i aktern. När skeppet är färdigbyggt förs det över till skeppsregistret.